# ラテンアメリカ不戦条約
ラテンアメリカ不戦条約（ラテンアメリカふせんじょうやく、英語: Anti-war Treaty of Non-aggression and Conciliation）、またはサアベドラ・ラマス条約（サアベドラ・ラマスじょうやく、英: Saavedra Lamas Treaty）は1933年10月10日にリオデジャネイロで締結された、南アメリカ6か国（アルゼンチン、ブラジル、チリ、メキシコ、パラグアイ、ウルグアイ）の条約。
条約はアルゼンチン外相カルロス・サアベドラ・ラマスの提唱によるものであった。1934年8月10日にアメリカが条約に加入した後、1935年11月13日に条約が発効した。同年11月28日、国際連盟条約シリーズに登録された。
1948年4月30日に締結されたボゴタ憲章の第58条により失効した。

## 条約への反応
合衆国最高裁判所判事のロバート・ジャクソンは1941年3月27日の演説でラテンアメリカ不戦条約を「これまでの10年間、アメリカが法律の発展に対する最も重要な貢献」と形容した。